# Julien Antomarchi

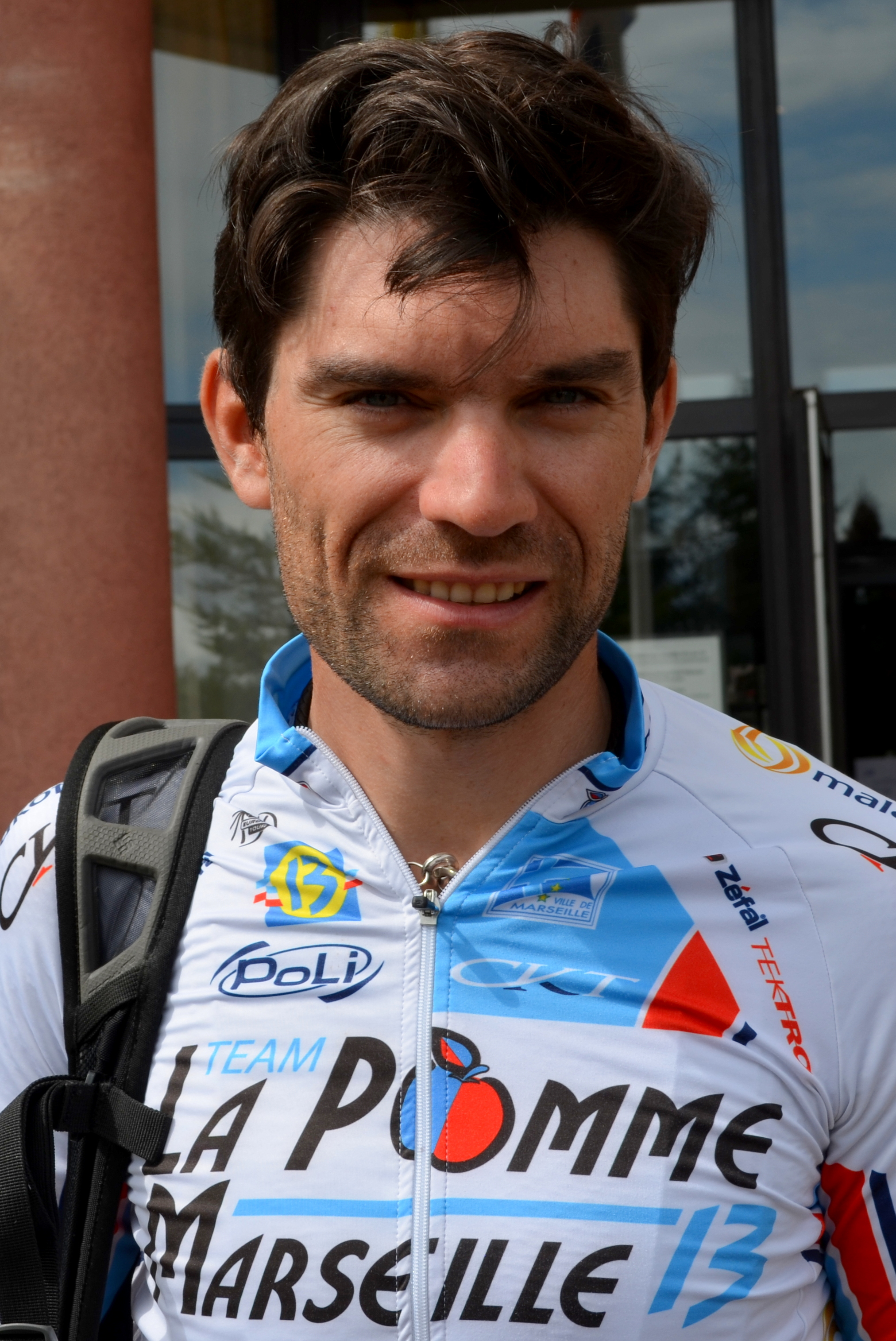
Julien Antomarchi

Julien Antomarchi (* 16. Mai 1984 in Marseille) ist ein französischer Radrennfahrer.

## Werdegang
Julien Antomarchi gewann 2006 das italienische Eintagesrennen Gara Ciclistica Montappone und war in diesem und den Folgejahren bei Abschnitten verschiedener internationaler Etappenrennen erfolgreich. Mit seinem Sprintsieg vor seinem Mitausreißer Thomas Voeckler gelang ihm auf der Schlussetappe des Tour du Haut-Var, einem Rennen der UCI-Kategorie 2.1, sein bis dahin größter Erfolg, der ihm auch den zweiten Rang in der Gesamtwertung sicherte. Im Herbst 2014 gewann er zwei Etappen und die Gesamtwertung der chinesischen Kategorie 2.1-Rundfahrt Tour of Hainan.

## Erfolge
2006
- Gara Ciclistica Montappone
- eine Etappe Tour de la Somme

2008
- eine Etappe Les 3 Jours de Vaucluse
- eine Etappe Tour de Bretagne

2009
- eine Etappe Tour Alsace

2010
- eine Etappe Ronde de l’Oise
- eine Etappe Kreiz Breizh Elites

2011
- eine Etappe Tour du Haut Var

2013
- eine Etappe Mzansi Tour

2014
- Gesamtwertung und zwei Etappen Tour of Hainan

2015
- Prolog Tour Alsace

2018
- eine Etappe Tour de Bretagne
- Grand Prix de la Ville de Nogent-sur-Oise

## Teams
- 2009 Skil-Shimano (Stagiaire)
- 2010 VC La Pomme Marseille
- 2011 Vélo-Club La Pomme Marseille
- 2012 Team Type 1-Sanofi
- 2013 La Pomme Marseille
- 2014 La Pomme Marseille 13
- 2015 Roubaix Lille Métropole
- 2016 Roubaix Métropole européene de Lille
- 2017 Roubaix Lille Métropole
- 2018 Roubaix Lille Métropole